# Університет Центральної Азії
Університет центральної Азії — міжнародний навчальний заклад, який функціонує в Казахстані, Киргизстані та Таджикистані.

## Статус

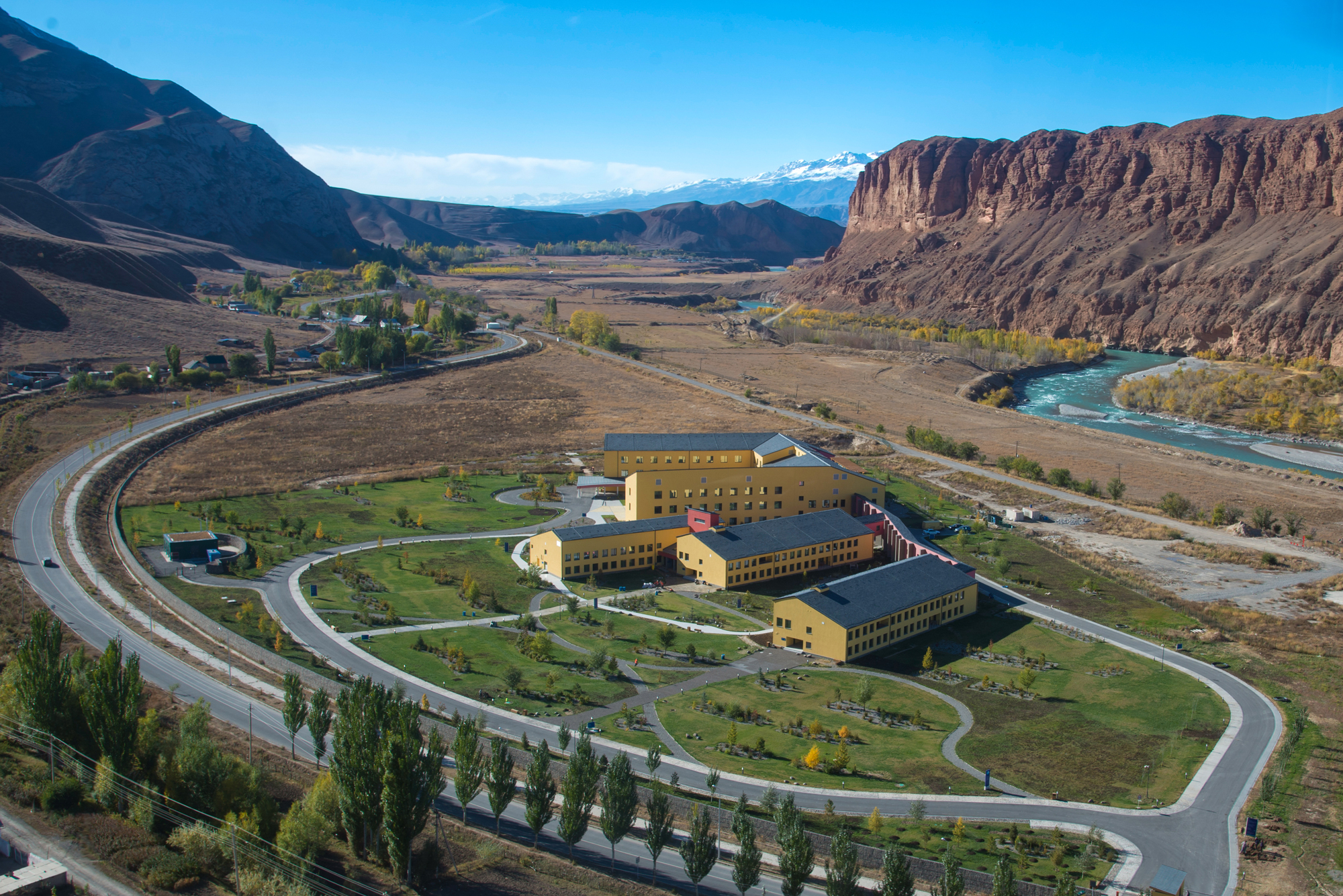
Кампус у Наринi

Університет центральної Азії був заснований у 2000 році. Президенти Казахстану, Киргизстану, Таджикистану і його високість Ага Хан підписали міжнародну угоду і статут цього приватного міжнародного університету який ратифікований парламентами цих країн та зареєстрований в ООН. Місія УЦА є у розвитку гірських регіонів, допомагаючи народам, які там живуть розвивати свою культуру.

## Мова викладання
Мова викладання — англійська, з вимогою, щоб випускники та викладачі володіли російською та своєю рідною.

## Наукові та освітні напрямки
Університет складається зі Школи безперервної та професійної освіти, школи мистецтв і наук (бакалаврат) та вища школа розвитку, яка працюватиме, коли завершиться будівництво корпусів у Хорогу, Нарині і Текелі.
Школа мистецтв і наук має такі основні напрямки:
- гуманітарний: історія, мови, література і філософія
- суспільні науки: антропологія, економіка, політологія і соціологія
- наука і техніка: біологія, хімія, інженерні науки, математика, фізика

Вища школа розвитку працює за такими напрямками:
- Бізнес-економічного розвитку
- Освітня політика
- Управління природними ресурсами та охорони навколишнього середовища
- Державне управління та державна політика
- Сільський і регіональний розвиток
- Туризму і відпочинку